# Lijst van burgemeesters van Schiermonnikoog
Dit is een lijst van burgemeesters van de Nederlandse gemeente Schiermonnikoog in de provincie Friesland.
| Ambtsperiode               | Naam burgemeester                          | Partij of stroming | Bijzonderheden                                                                               |
| -------------------------- | ------------------------------------------ | ------------------ | -------------------------------------------------------------------------------------------- |
| 1851 - 1861                | Haaike (Haike of Hayke) Abrahams Zeilinga  |                    | voorafgaand grietman van Schiermonnikoog                                                     |
| 1861 - 1883                | Nicolaas Johannes van den Worm             |                    |                                                                                              |
| 1883 - 1888                | Daniel Jan Wigbold baron van Heeckeren     |                    | werd burgemeester van Ameland                                                                |
| 1889 - 1896                | Willem Gerard Maurits Eijck van Zuijlichem |                    |                                                                                              |
| 1896 - 1901                | Albertus Bruins Slot                       |                    |                                                                                              |
| 1902 - 1906                | Jacob Jan Woldringh                        |                    |                                                                                              |
| 1906 - 1942                | Hendrik Willem van den Berg                |                    | tijdens bombardement op 28 juli 1943 samen met echtgenote Jacoba Abramina Zeilinga omgekomen |
| 1942 - 1945                | Simon Perdok                               | NSB                |                                                                                              |
| 1945 - 1956                | Jacobus Anker                              | Partijloos         |                                                                                              |
| 1957 - 1964                | Oege Gerhardus de Boer                     | Partijloos         |                                                                                              |
| 1964 - 1976                | Kornelis Oosterhuis                        | VVD                |                                                                                              |
| 1976 - 1983                | Bas (H.B.) Eenhoorn                        | VVD                |                                                                                              |
| 1984 - 1998                | Hans (J.W.) Boekhoven                      | VVD                |                                                                                              |
| 1998 - 1999                | Greet de Vries-Hommes                      | PvdA               | waarnemend burgemeester                                                                      |
| 1999                       | Dick Appeldoorn                            | PvdA               | waarnemend burgemeester                                                                      |
| 1999                       | Meinte Abma                                | CDA                | waarnemend burgemeester                                                                      |
| 1999 - 2003                | Engelbertus (Bertus) Fennema               | CDA                | was gedeputeerde van de provincie Groningen, werd burgemeester van Zuidhorn                  |
| 2003 - 2004                | mr. Haije Sybesma                          | CDA                | waarnemend burgemeester                                                                      |
| 2004 - 2011                | L.K. (Bert) Swart                          | CDA                | was wethouder van Winsum, werd burgemeester van Zuidhorn                                     |
| 2011 - 2012                | mr. Martin Zijlstra                        | PvdA               | waarnemend burgemeester                                                                      |
| 26 jan. 2012 - 5 aug. 2015 | Sjon (J.) Stellinga                        | PvdA               | [ 1 ] [ 2 ]                                                                                  |
| 2015 - 2017                | Dick (D.J.) Stellingwerf                   | CU                 | waarnemend                                                                                   |
| 26 sept. 2017 - heden      | Ineke van Gent                             | GroenLinks         | [ 3 ]                                                                                        |